# Hêtraie du Claud
Le site Hêtraie du Claud est une zone naturelle d'intérêt écologique, faunistique et floristique (ZNIEFF) française du département de la Dordogne, en région Nouvelle-Aquitaine.

## Situation
Dans le quart sud-est du département de la Dordogne, en Périgord noir, le site « Hêtraie du Claud » s'étend sur 9,56 hectares, sur le territoire de la commune de Salignac-Eyvigues,.
En termes de superficie, cette ZNIEFF est répartie en deux zones distinctes sur la commune de Salignac-Eyvigues, la principale — environ 90 % — au nord-est du château du Claud, l'autre à l'ouest de la route départementale 61, entre les lieux-dits le Bois du Lac et les Marthres.
La zone s'étage entre 180 et 260 mètres d'altitude à flanc de coteaux, notamment ceux en bordure sud de la route qui passe au sud des lieux-dits Line et la Genibre et qui relie les routes départementales 61 et 62.

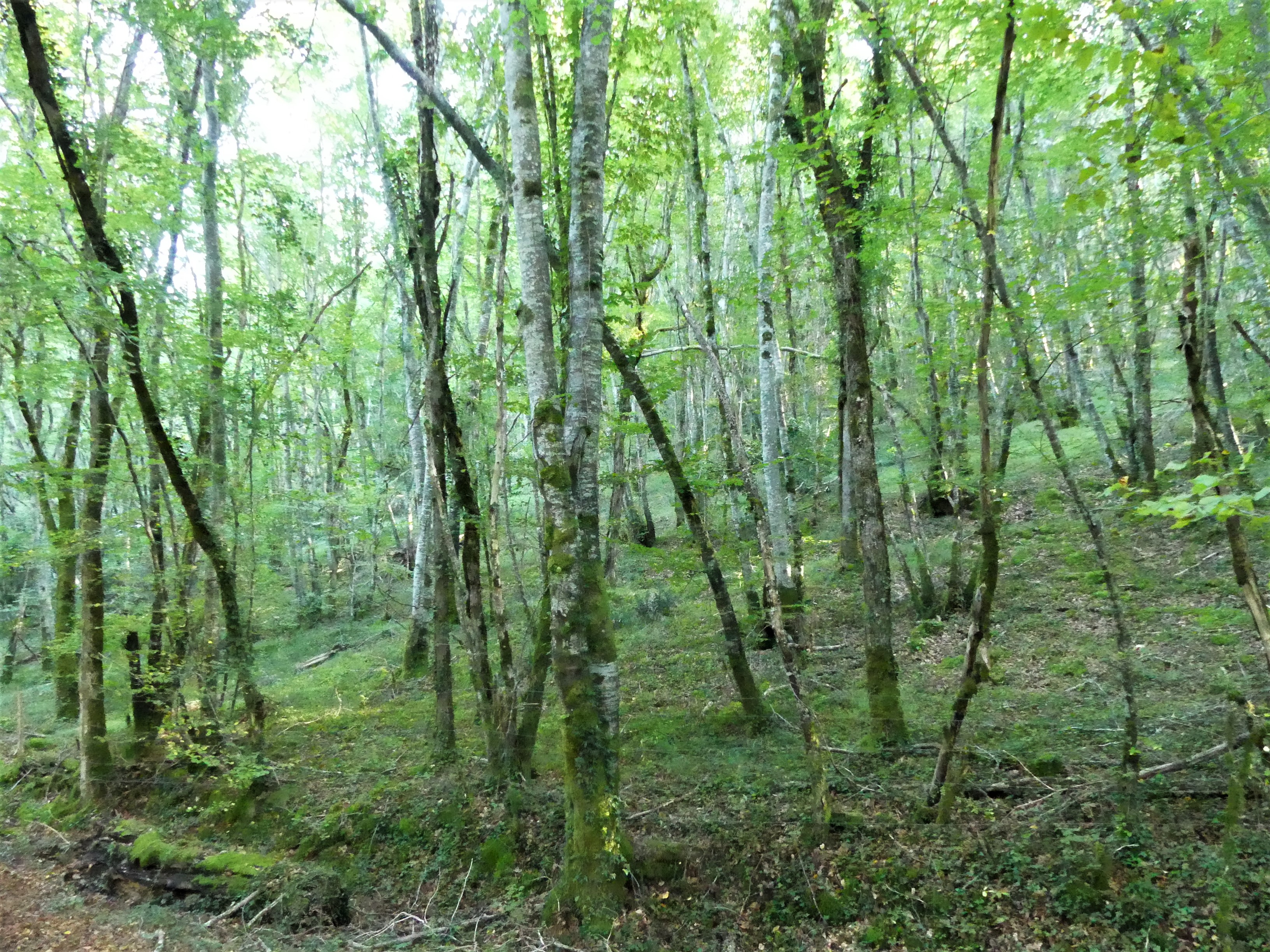
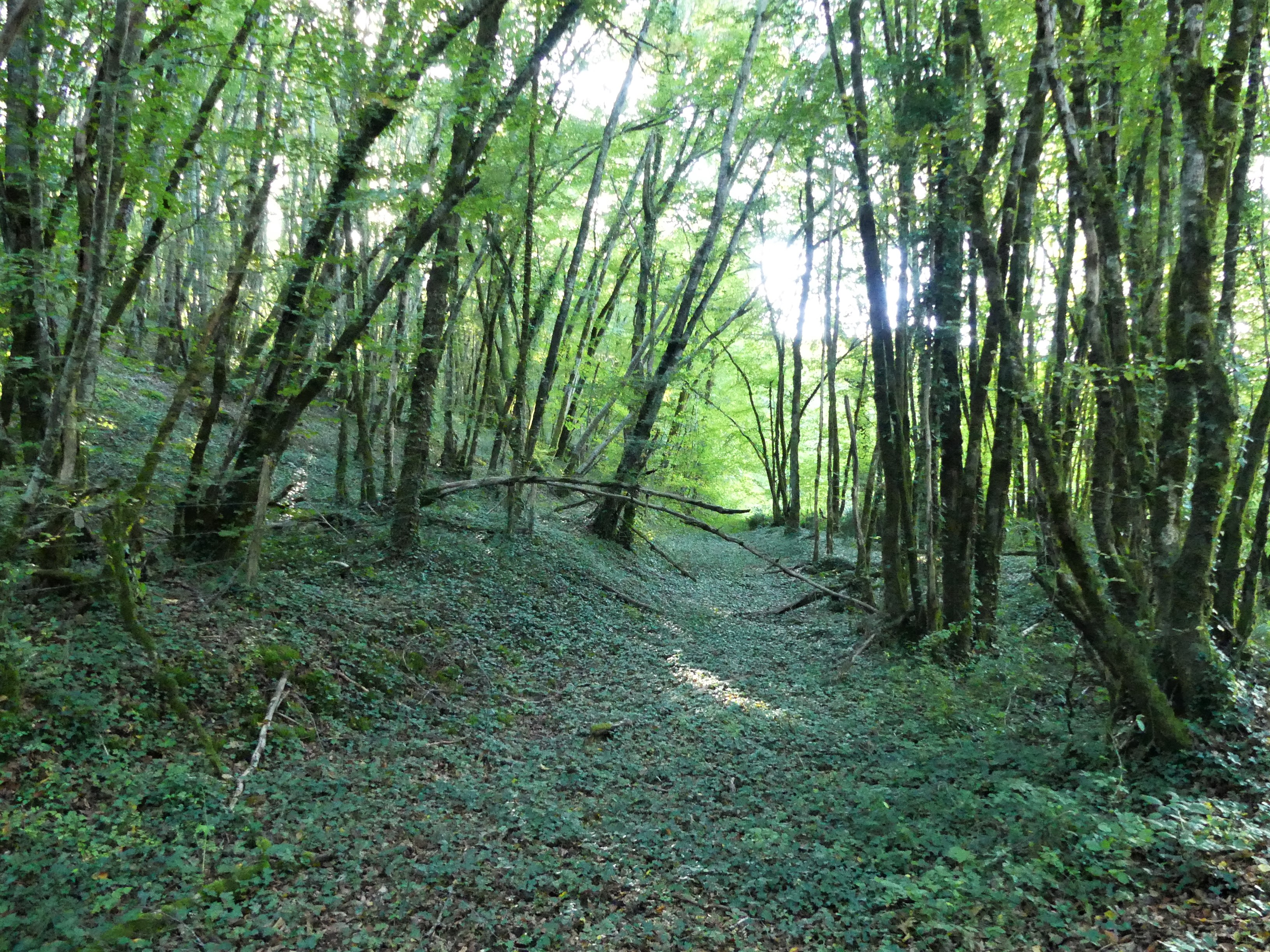
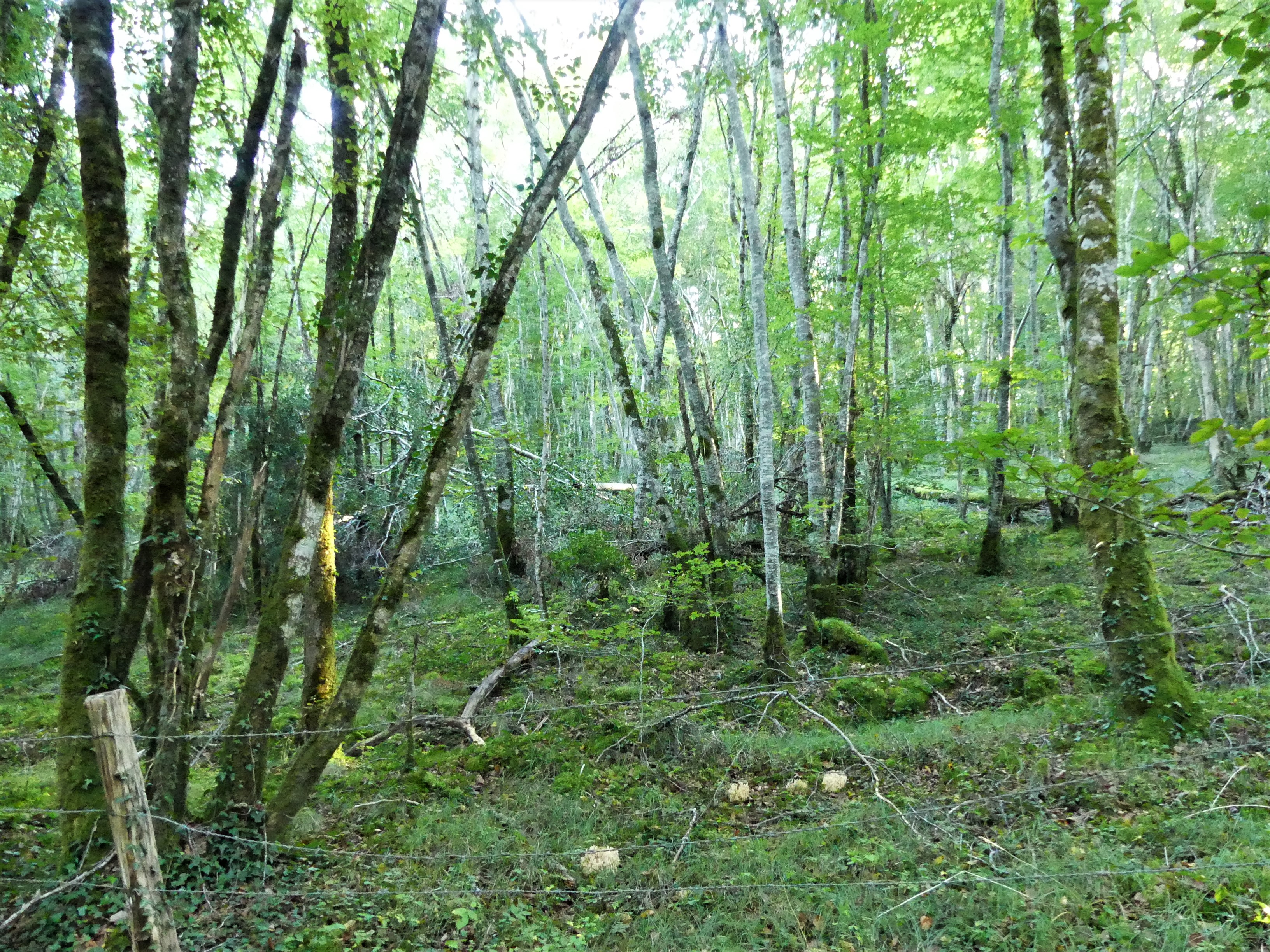

## Description
Le site « Hêtraie du Claud » est une zone naturelle d'intérêt écologique, faunistique et floristique (ZNIEFF) de type I, c'est-à-dire qu'elle est de superficie réduite, avec des espaces homogènes d’un point de vue écologique et qu'elle abrite au moins une espèce et/ou un habitat rares ou menacés, d'intérêt aussi bien local que régional, national ou communautaire.
Sa zone principale correspond à une véritable hêtraie sur calcaire, et la zone secondaire à une plantation éparse de hêtres à l'intérieur d'une chênaie-charmaie ; son intérêt majeur réside dans la présence de deux espèces déterminantes de plantes phanérogames.
Des recensements y ont été effectués aux niveaux faunistique et floristique.

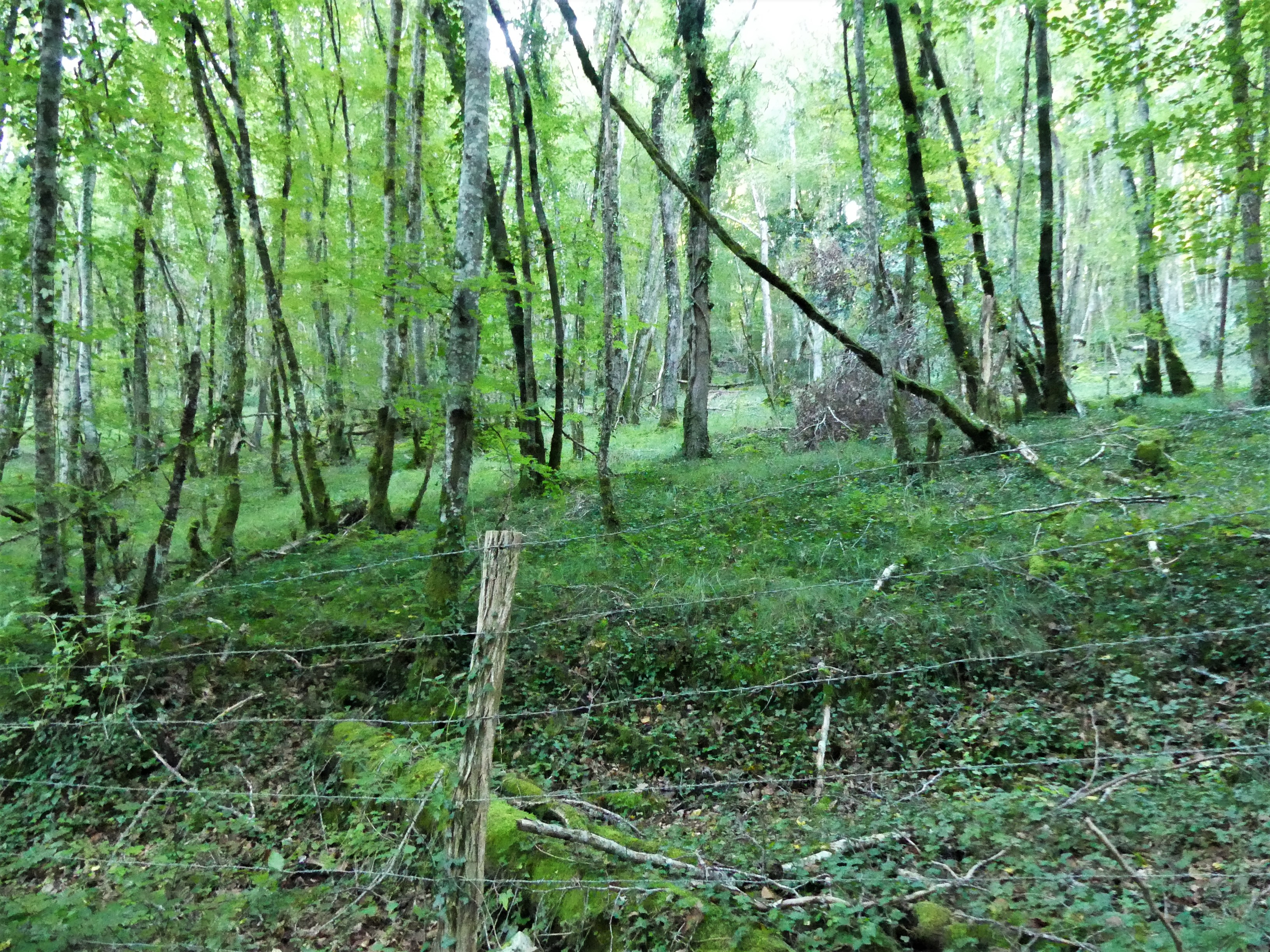
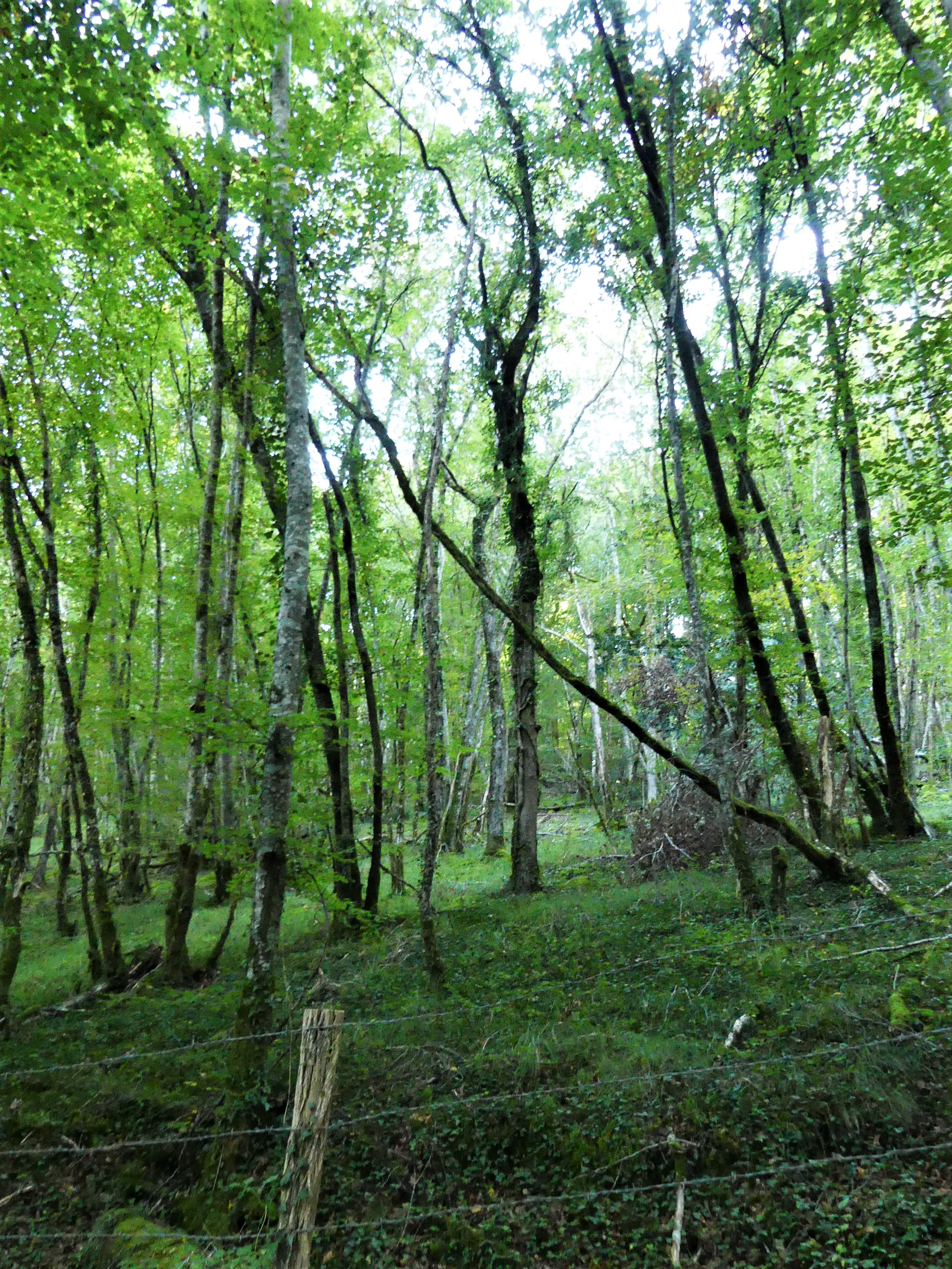
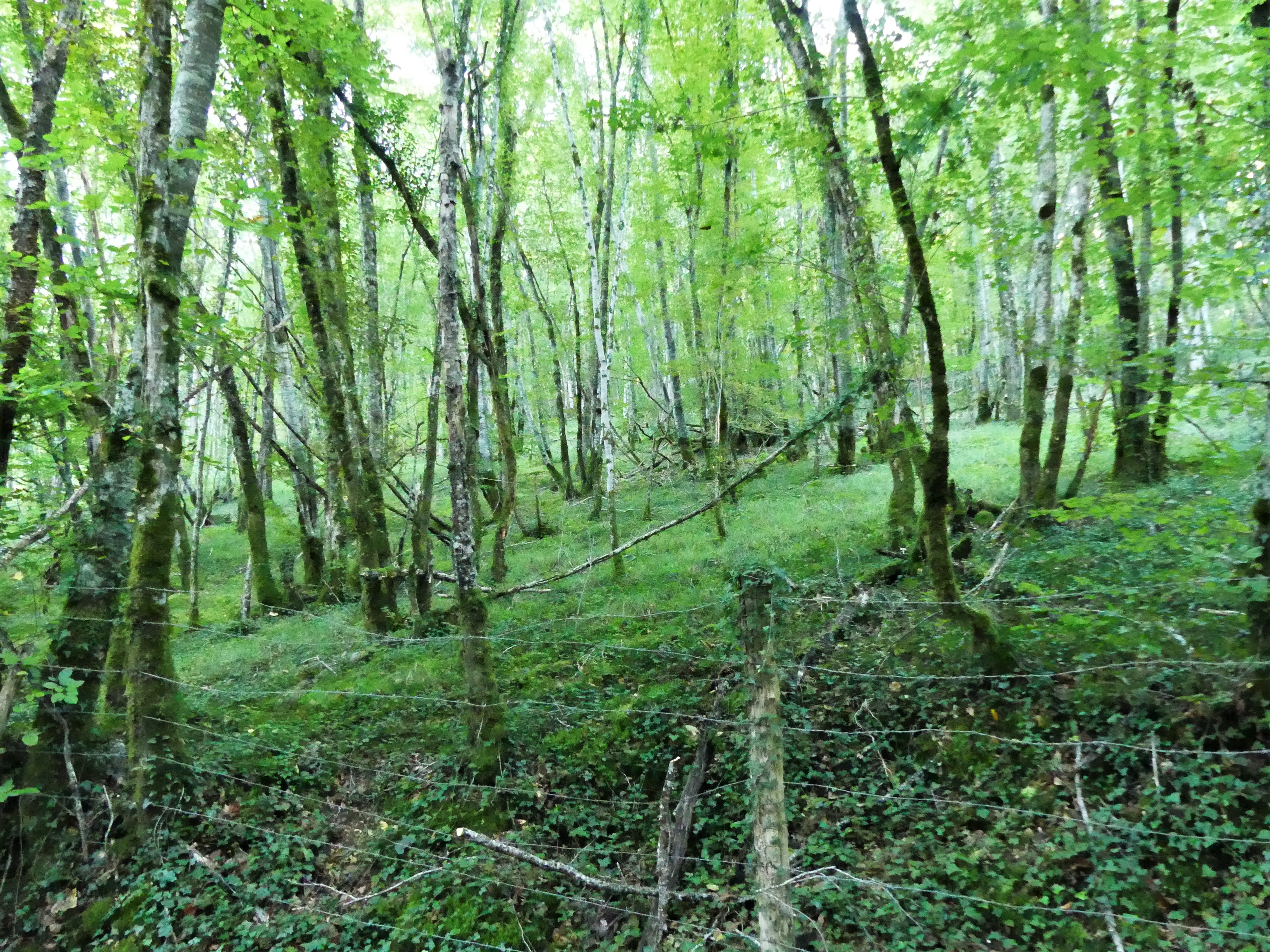

## Faune

### Espèces animales recensées
Vingt-cinq espèces d'oiseaux ont été recensées sur le site en 2002 : la Buse variable (Buteo buteo), la Chouette hulotte (Strix aluco), la Corneille noire (Corvus corone), l'Épervier d'Europe (Accipiter nisus), l'Étourneau sansonnet (Sturnus vulgaris), le Faucon crécerelle (Falco tinnunculus), le Geai des chênes (Garrulus glandarius), la Grive musicienne (Turdus philomelos), l'Hirondelle rustique (Hirundo rustica), la Huppe fasciée (Upupa epops), le Merle noir (Turdus merula), la Mésange à longue queue (Aegithalos caudatus), la Mésange bleue (Cyanistes caeruleus), la Mésange charbonnière (Parus major), le Pic épeiche (Dendrocopos major), le Pic mar (Dendrocopos medius), le Pic vert (Picus viridis), la Pie bavarde (Pica pica), le Pigeon ramier (Columba palumbus), le Pinson des arbres (Fringilla coelebs), le Pouillot véloce (Phylloscopus collybita), le Rouge-gorge familier (Erithacus rubecula), la Sittelle torchepot (Sitta europaea), la Tourterelle turque (Streptopelia decaocto) et le Troglodyte mignon (Troglodytes troglodytes).

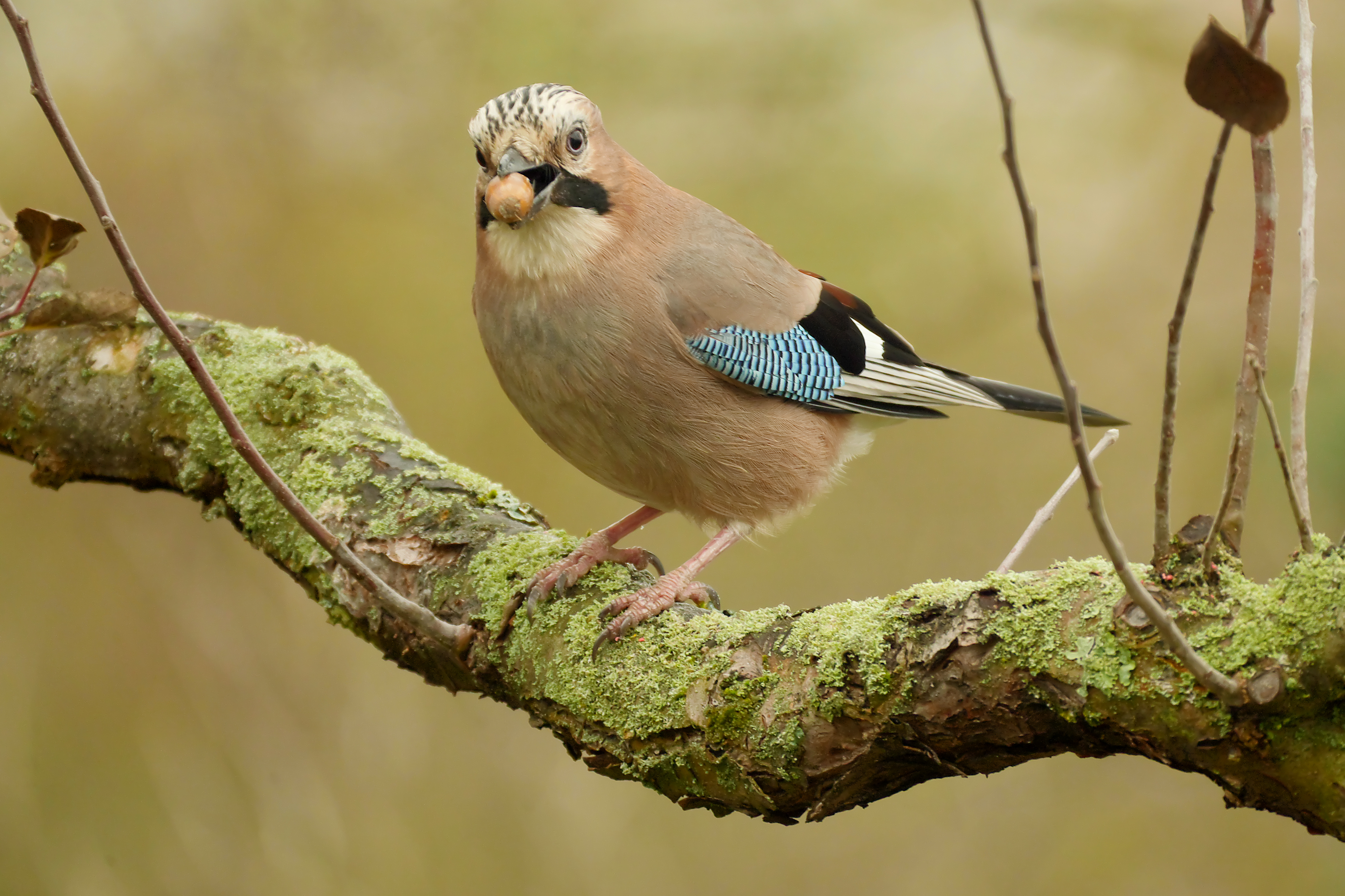
Geai des chênes.
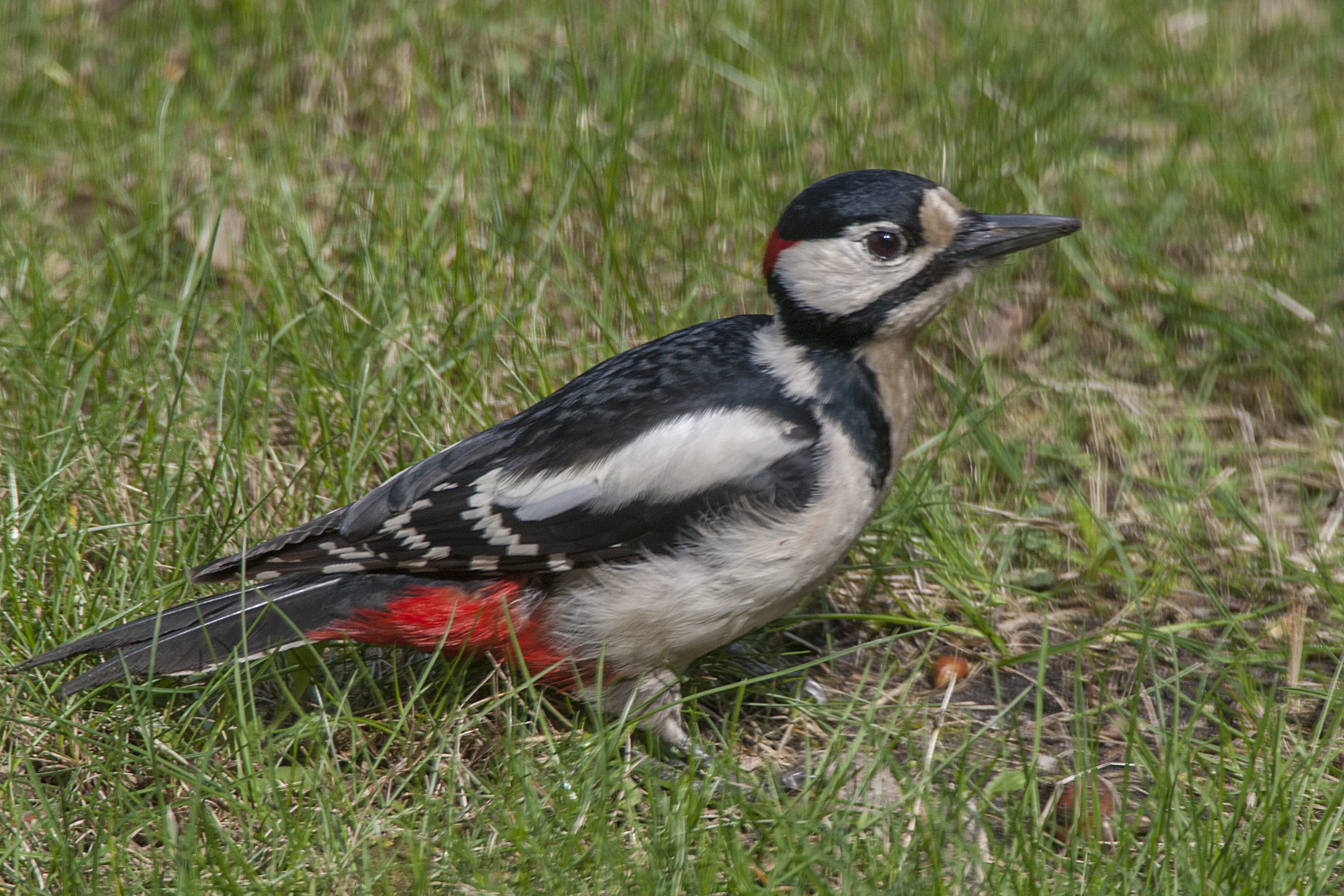
Pic épeiche mâle.
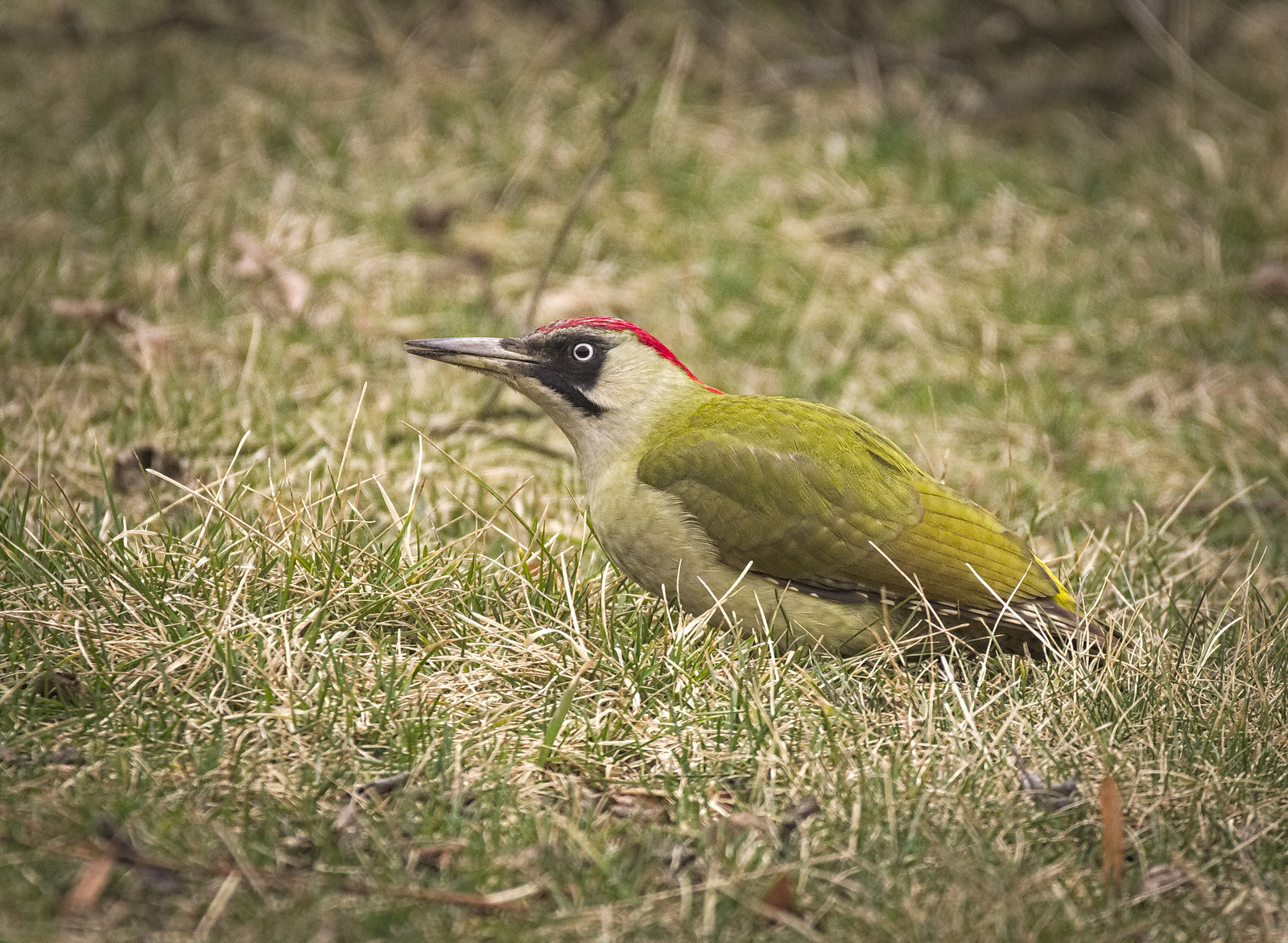
Pic vert femelle.
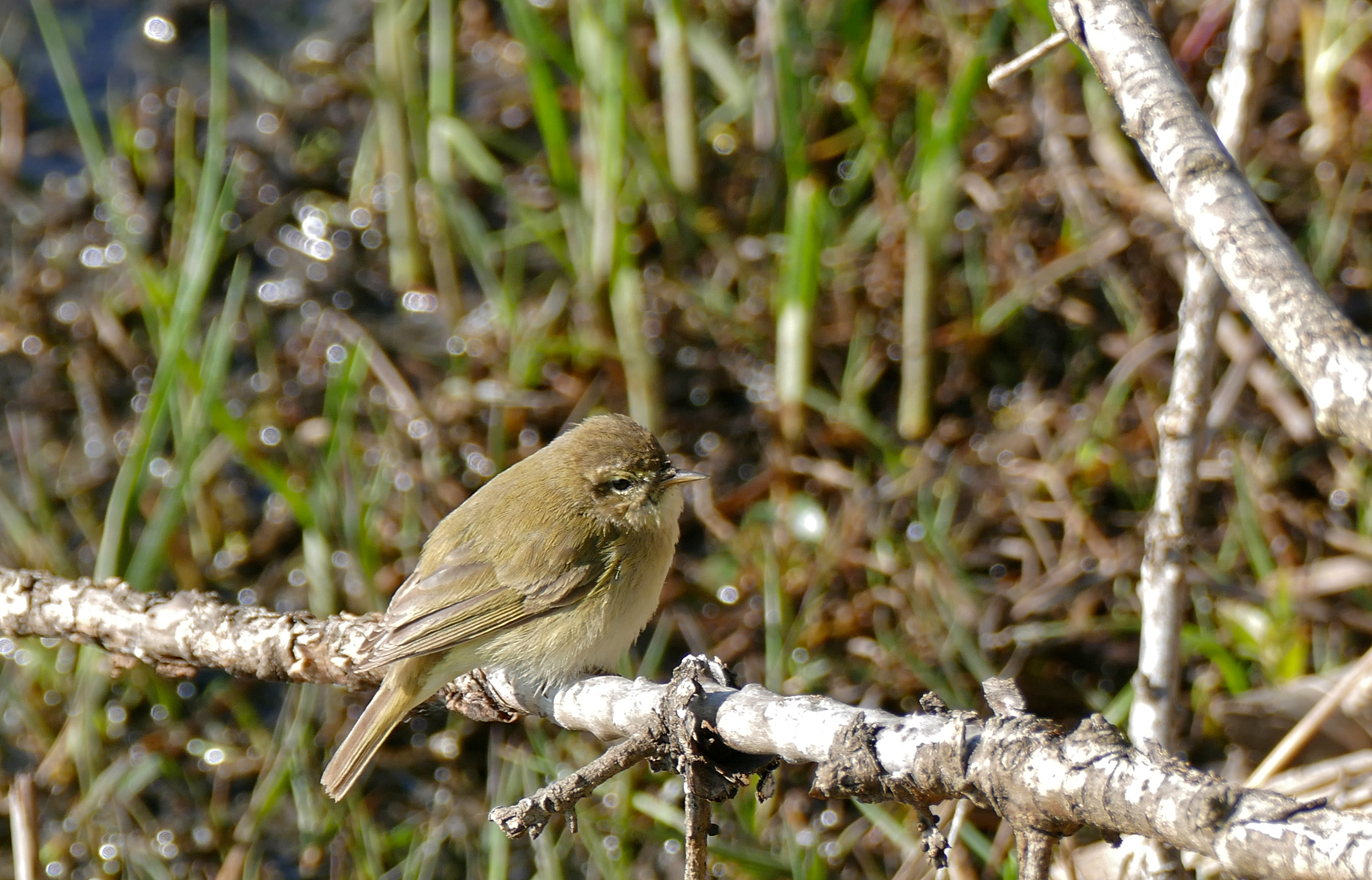
Pouillot véloce.
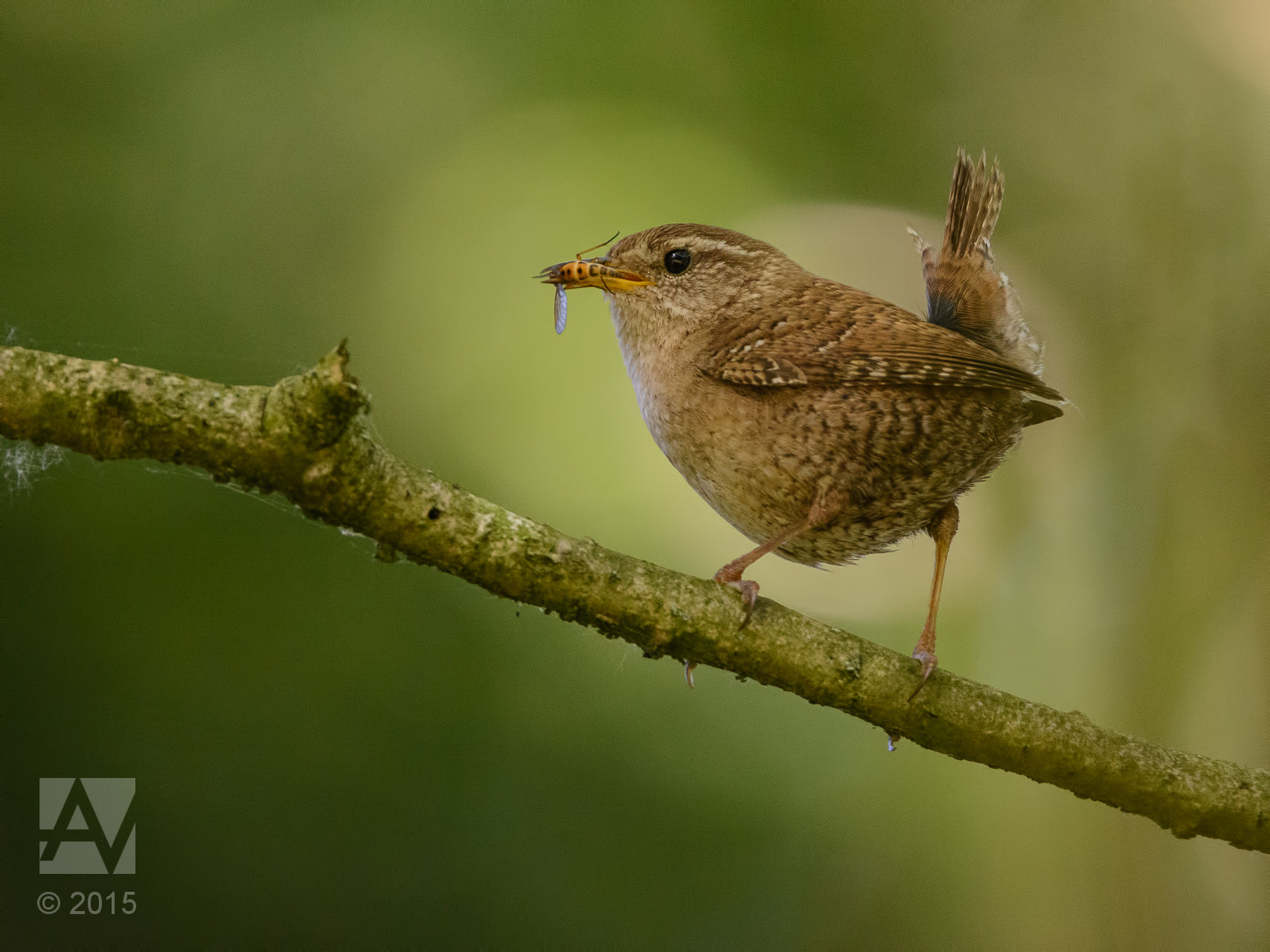
Troglodyte mignon.

### Protection de la faune
Une espèce d'oiseaux de la ZNIEFF, le Pic mar, est protégée au titre de la Directive oiseaux de l'Union européenne ; elle est donc protégée sur l'ensemble du territoire français, de même que seize autres espèces : la Buse variable, la Chouette hulotte, l'Épervier d'Europe, le Faucon crécerelle, l'Hirondelle rustique, la Huppe fasciée, la Mésange à longue queue, la Mésange bleue, la Mésange charbonnière, le Pic épeiche, le Pic vert, le Pinson des arbres, le Pouillot véloce, le Rouge-gorge familier, la Sittelle torchepot et le Troglodyte mignon.

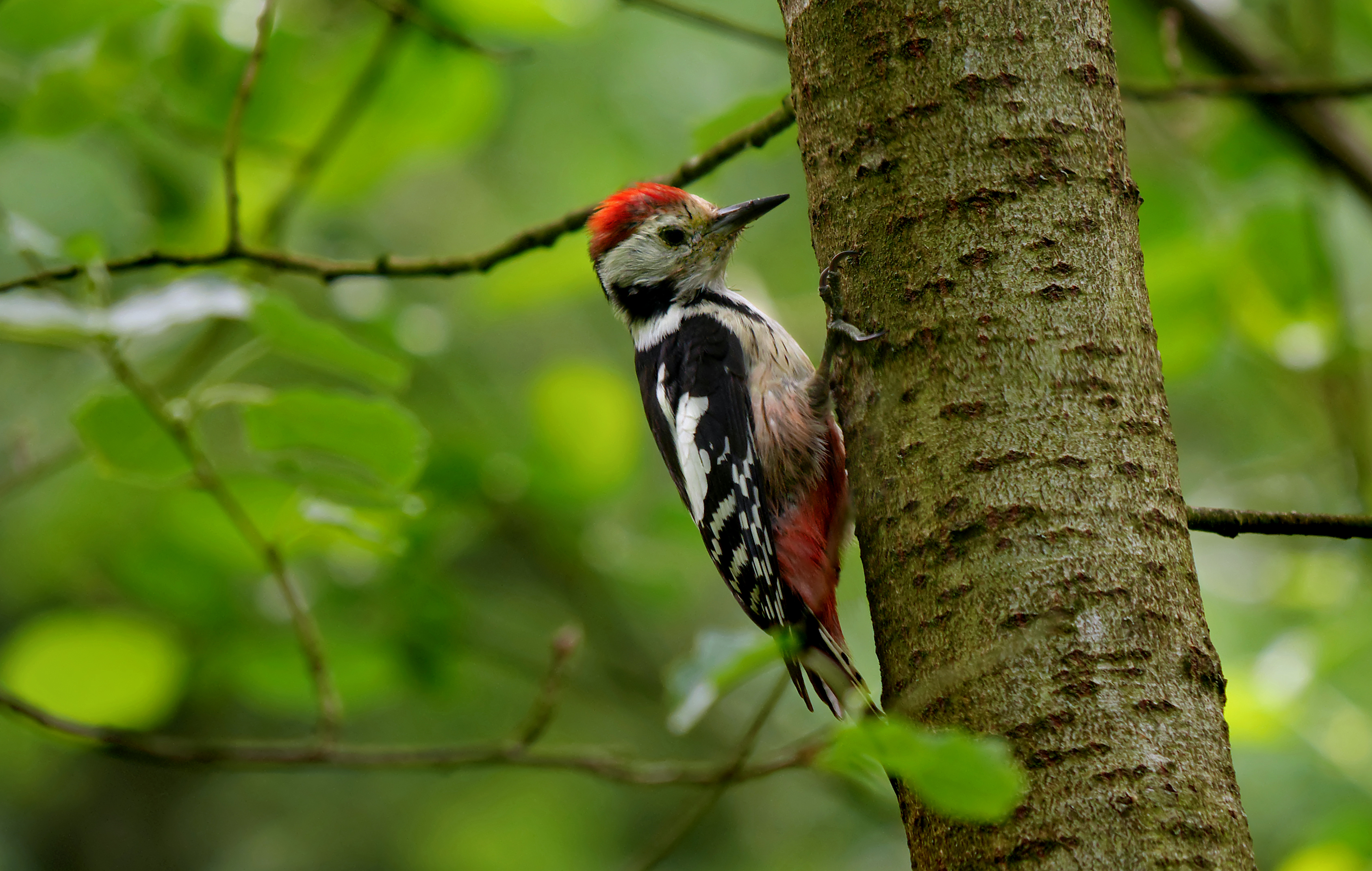
Pic mar.
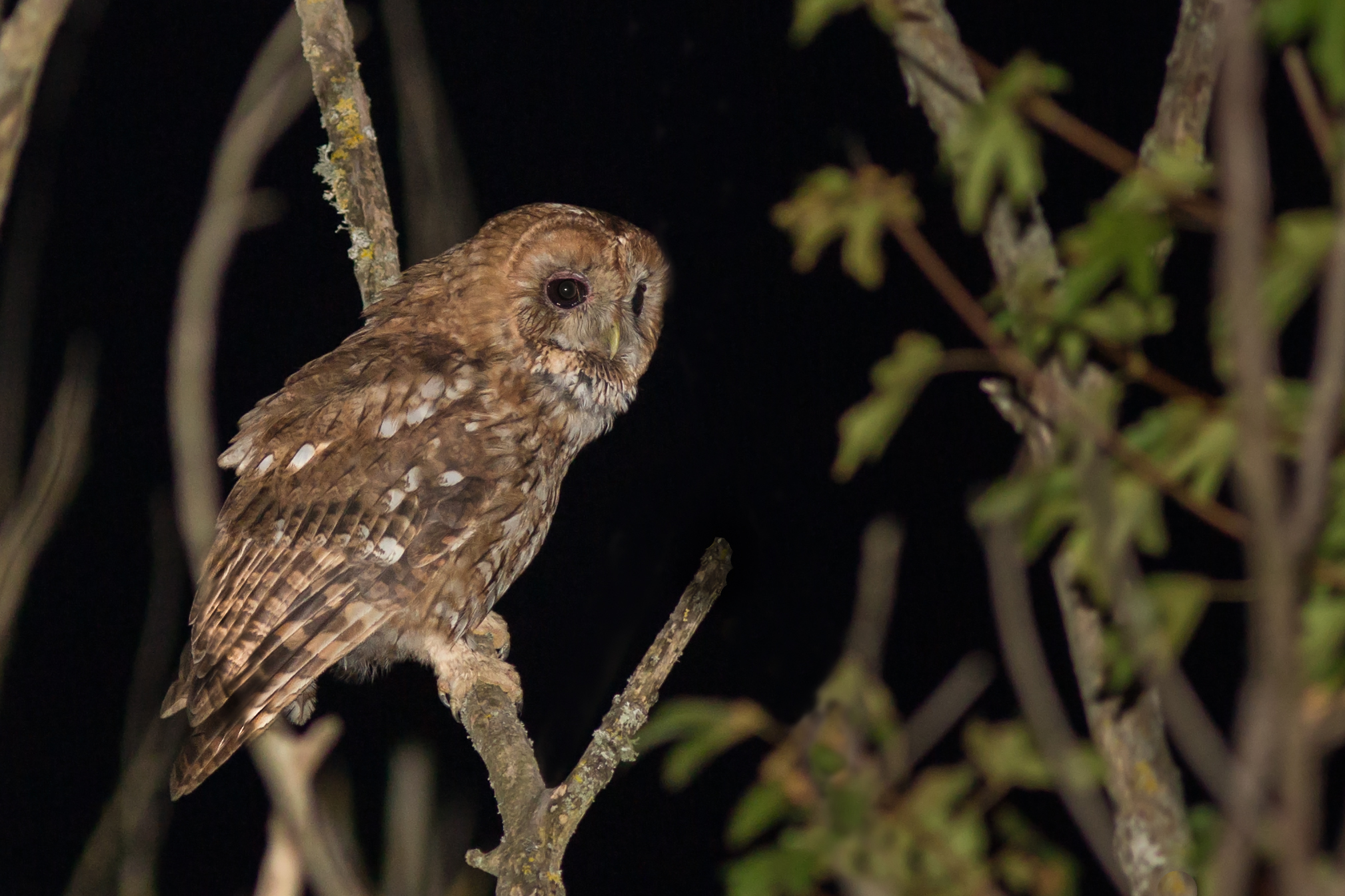
Chouette hulotte.
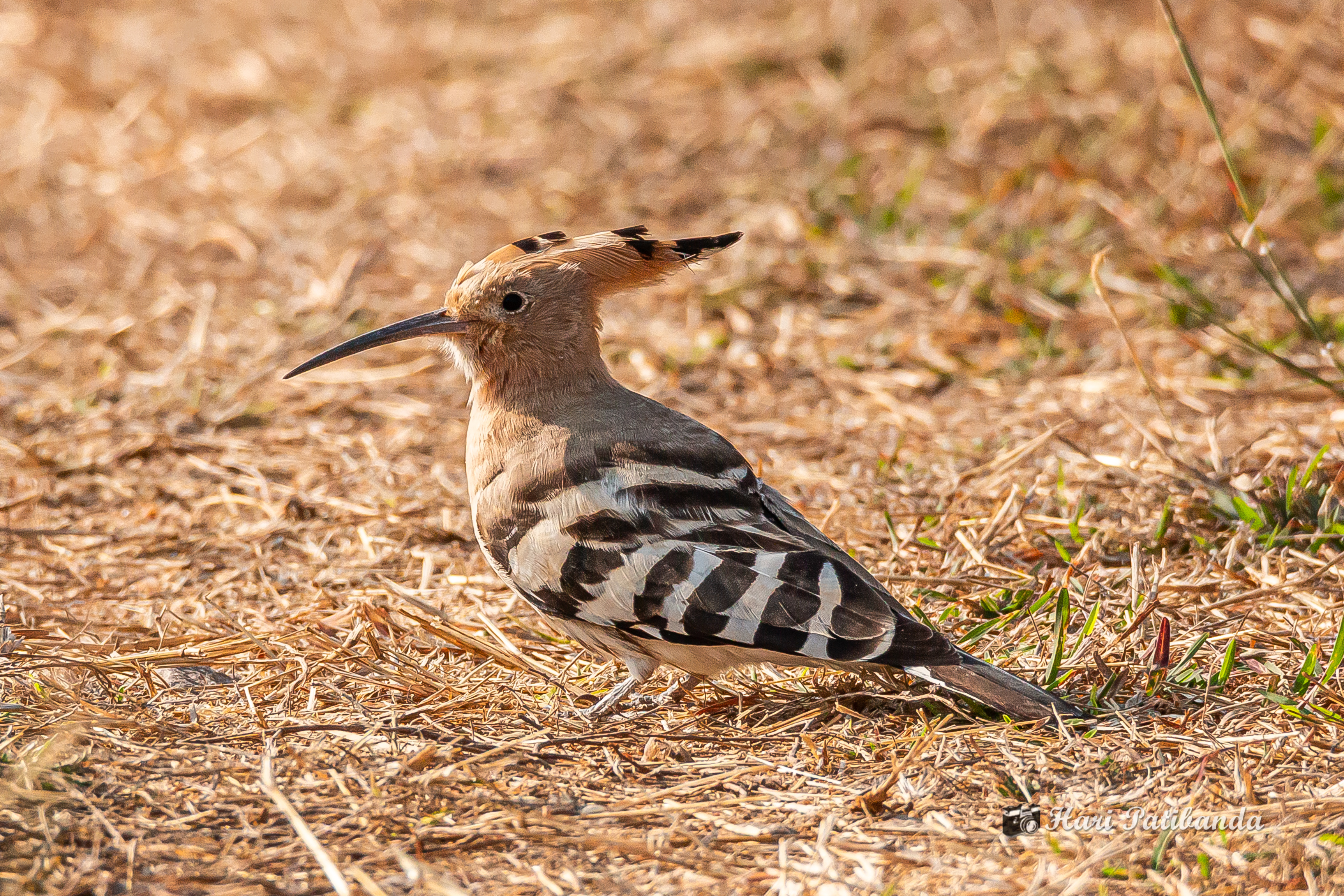
Huppe fasciée.
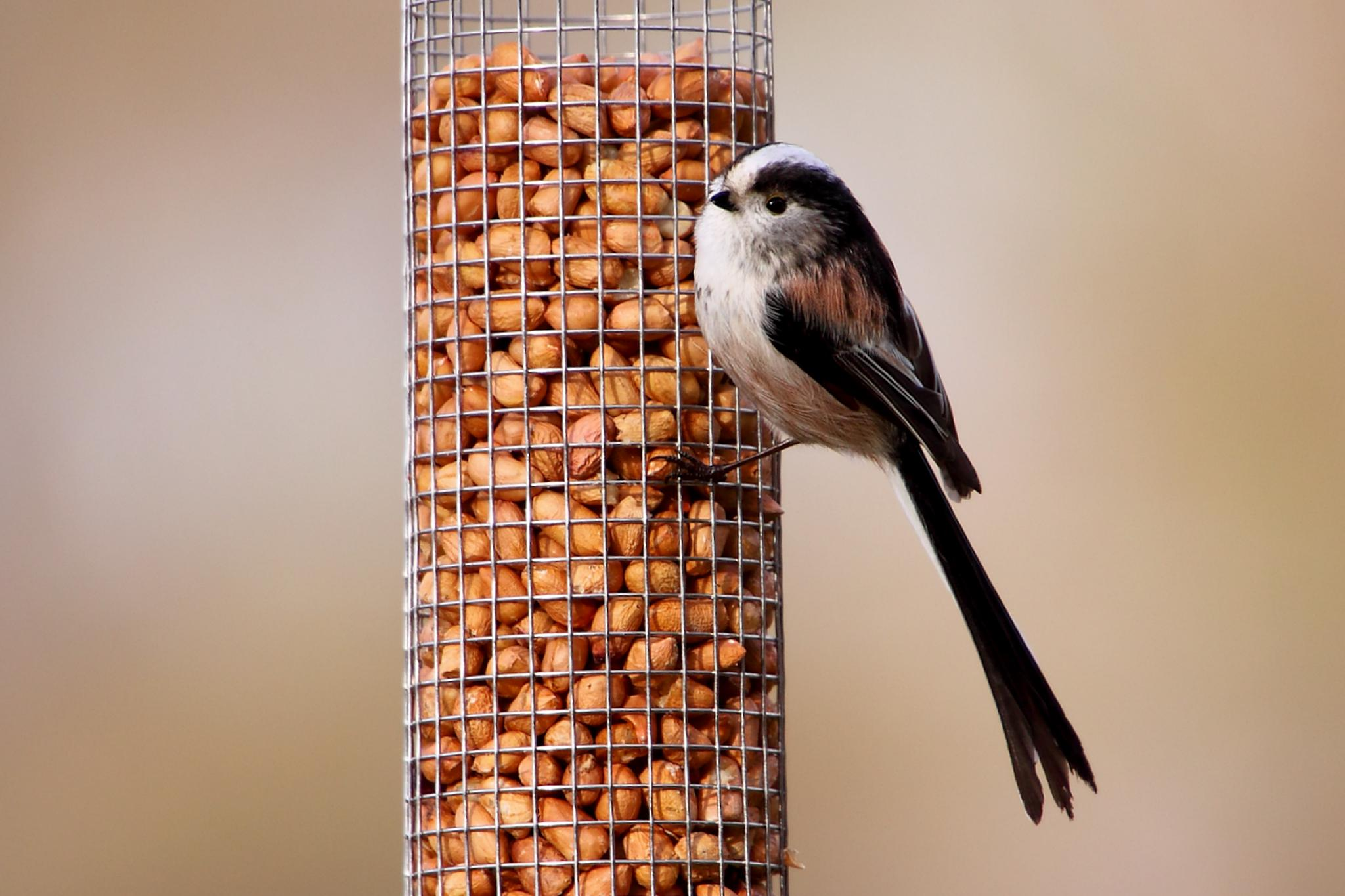
Mésange à longue queue.
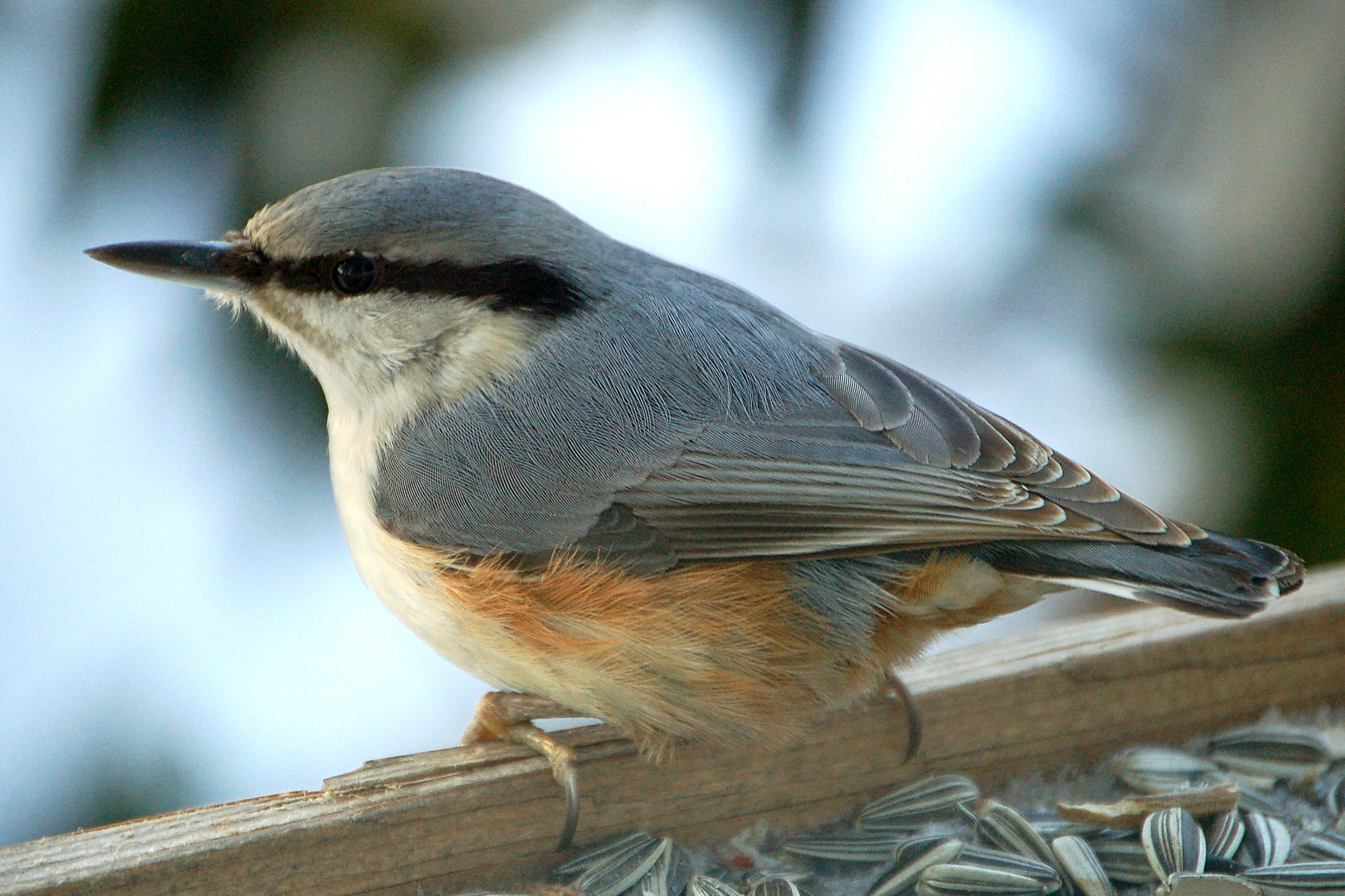
Sittelle torchepot.

## Flore
Deux espèces déterminantes de phanérogames ont été recensées sur la ZNIEFF en 2015 : la Gesse noire (Lathyrus niger) et la Mélitte à feuilles de mélisse (Melittis melissophyllum).
Trente-deux autres espèces — non déterminantes — de plantes ont été répertoriées sur le site en 1968 :
- une mousse, Hylocomiadelphus triquetrus ;
- trente-et-un phanérogames : l'Alisier blanc (Sorbus aria), le Charme commun (Carpinus betulus), le Chêne pubescent (Quercus pubescens), le Chèvrefeuille des haies (Lonicera xylosteum), le Cormier (Sorbus domestica), le Cornouiller mâle (Cornus mas), la Digitale jaune (Digitalis lutea), l'Épiaire officinale (Stachys officinalis), l'Érable champêtre (Acer campestre), l'Euphorbe des bois (Euphorbia amygdaloides), l'Euphorbe douce (Euphorbia dulcis), la Garance voyageuse (Rubia peregrina), la Gesse des montagnes (Lathyrus linifolius var. montanus), le Grémil pourpre bleu (Buglossoides purpurocaerulea), le Hêtre commun (Fagus sylvatica), la Laîche glauque (Carex flacca), le Lierre grimpant (Hedera helix), la Luzule de Forster (Luzula forsteri), le Mélampyre des prés (Melampyrum pratense), le Muguet de mai (Convallaria majalis), la Néottie nid d'oiseau (Neottia nidus-avis), le Noisetier commun (Corylus avellana), l'Orchis mâle (Orchis mascula), la Potentille faux fraisier (Potentilla sterilis), la Primevère officinale (Primula veris), la Pulmonaire à feuilles étroites (Pulmonaria angustifolia), la Sanicle d'Europe (Sanicula europaea)), le Sceau-de-Salomon odorant (Polygonatum odoratum), la Vesce des haies (Vicia sepium), la Violette des bois ( Viola reichenbachiana ) et la Viorne lantane (Viburnum lantana).

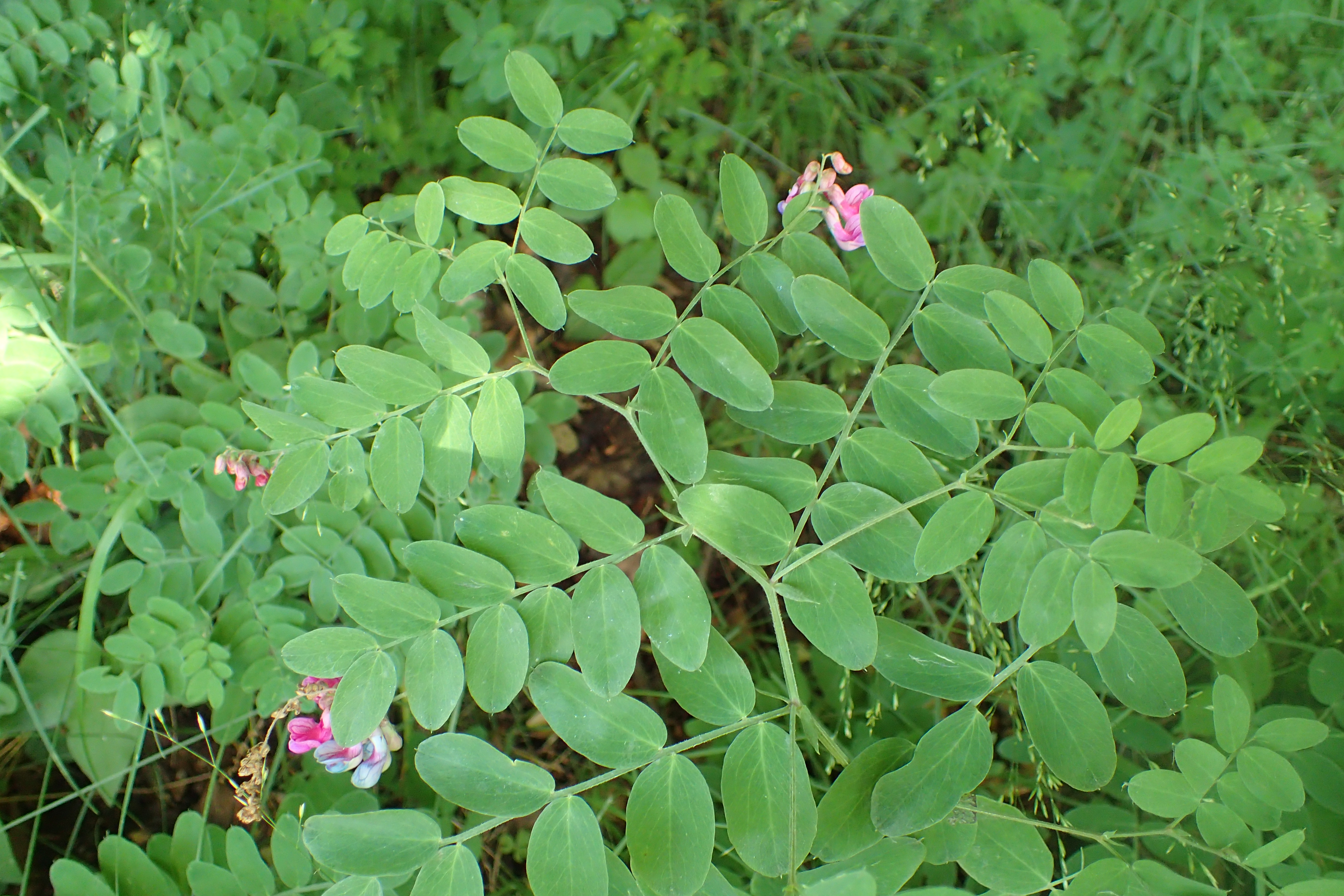
Gesse noire.
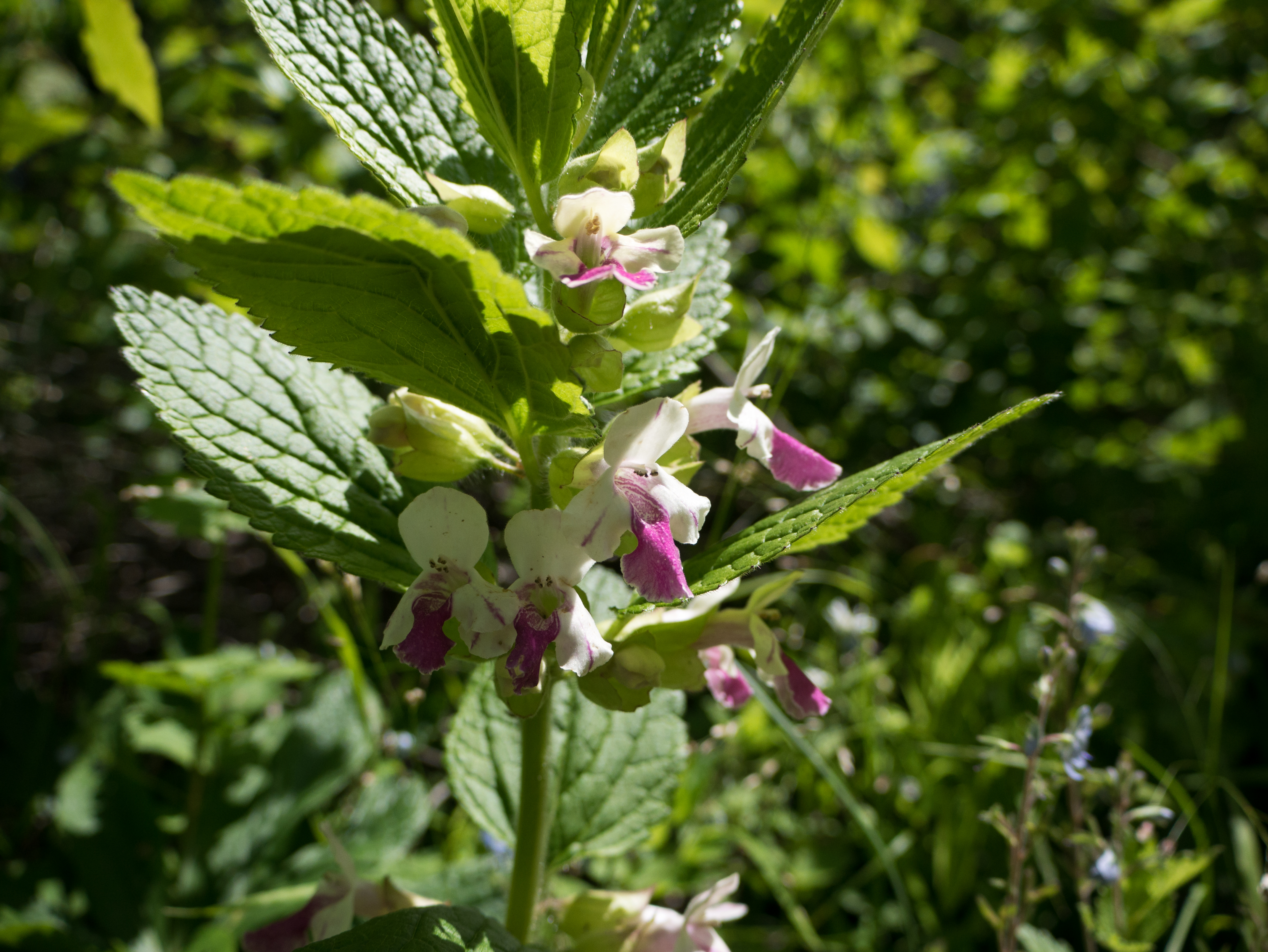
Mélitte à feuilles de mélisse.
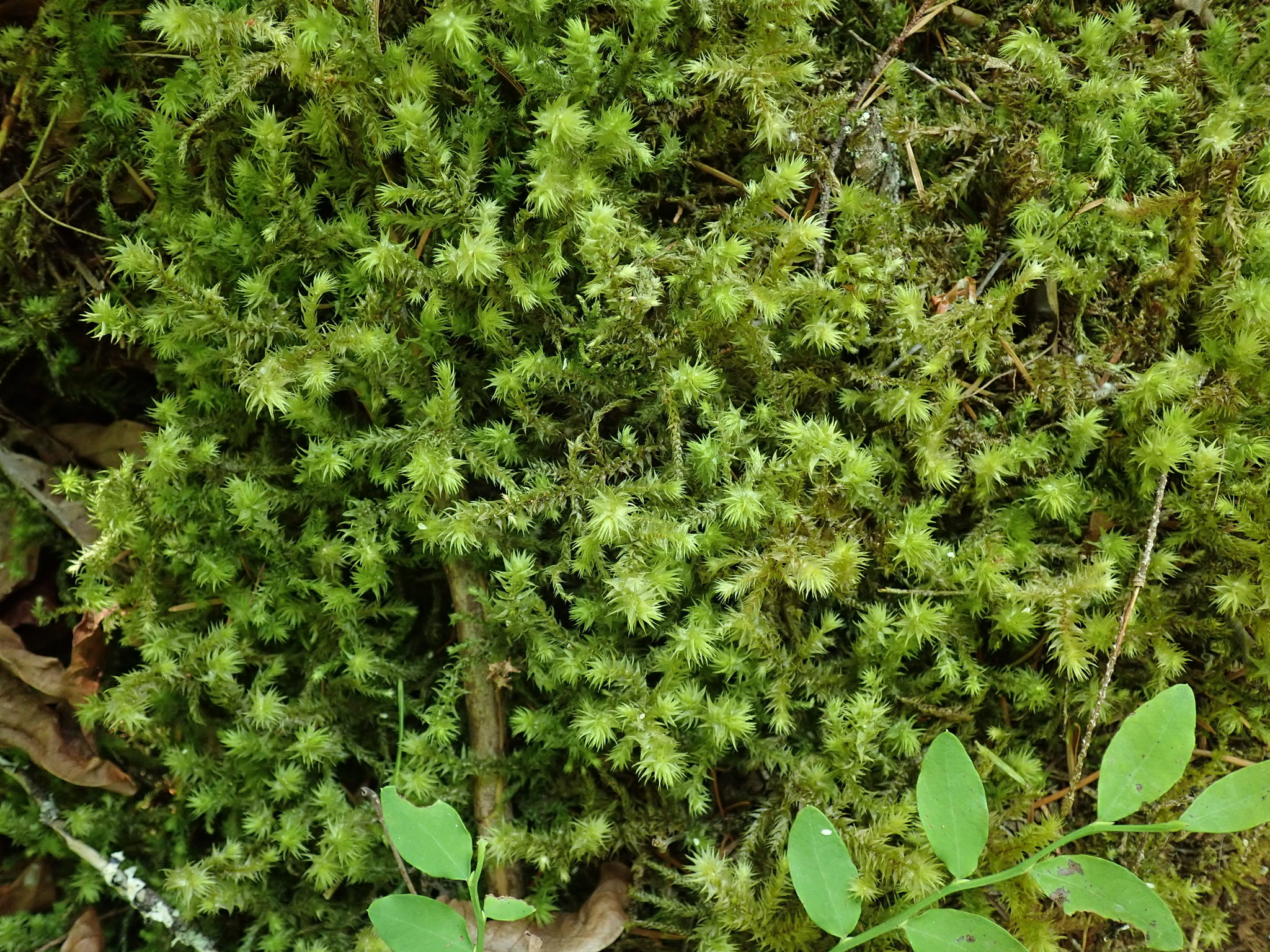
Hylocomiadelphus triquetrus.
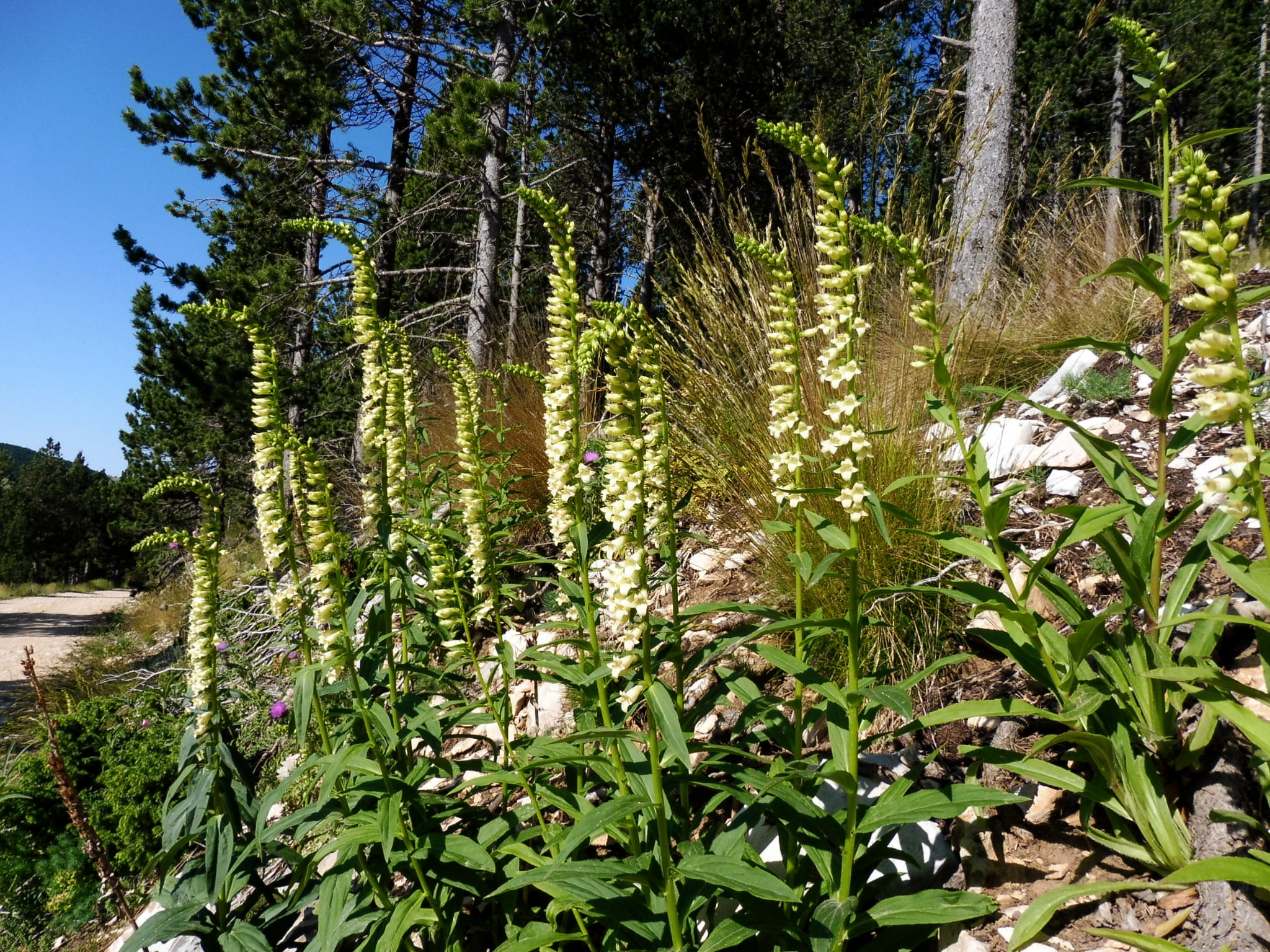
Digitales jaunes.
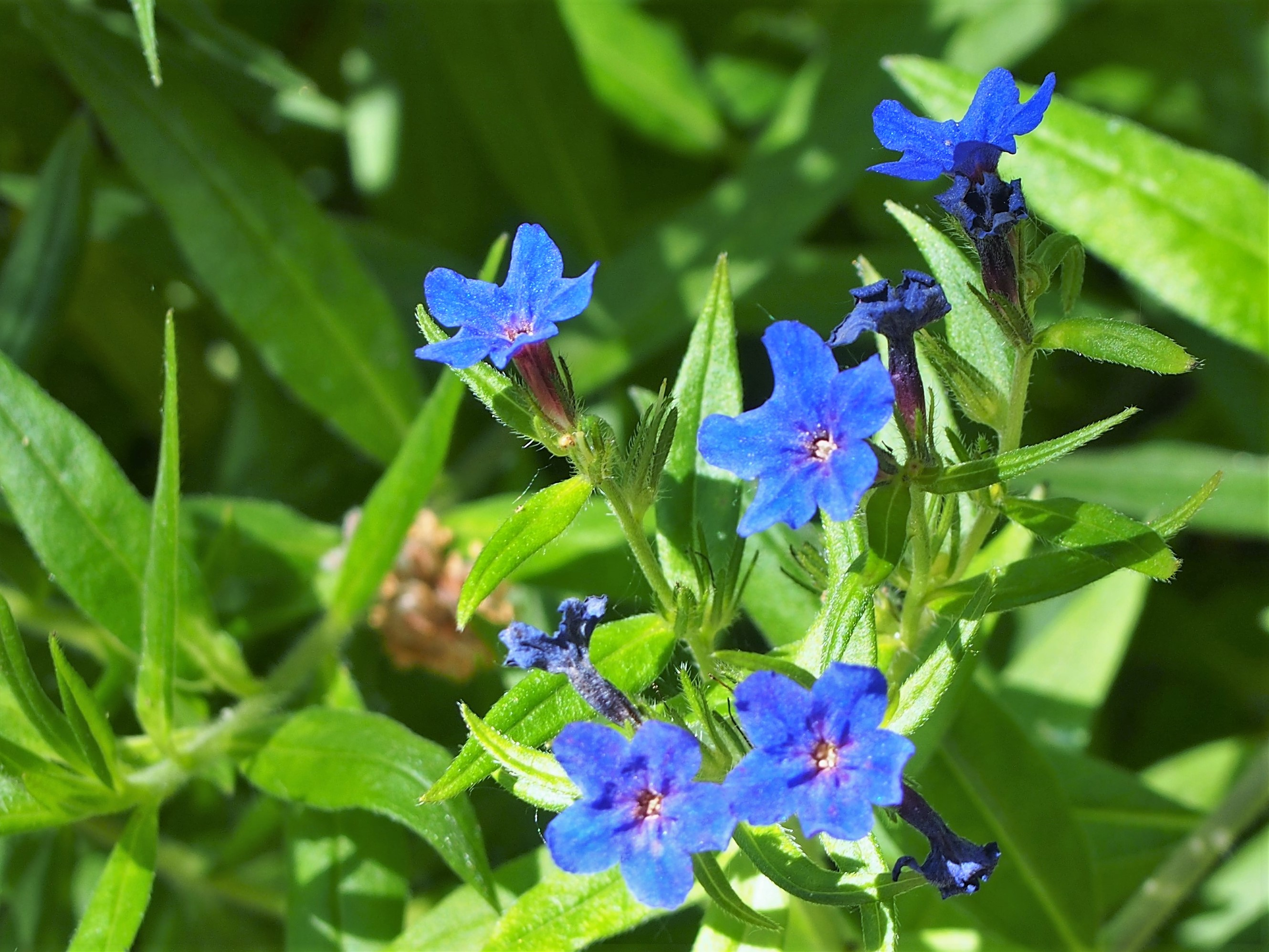
Grémil pourpre bleu.

## Espaces connexes

### Natura 2000
Les deux zones formant le territoire de la ZNIEFF « Hêtraie du Claud » sont incluses intégralement dans celui de la zone du réseau Natura 2000 « Coteaux calcaires de Borrèze » dans laquelle ont été recensées treize espèces animales (cinq insectes, six oiseaux et deux reptiles) et vingt espèces végétales, dont une seule en commun avec celles de la Hêtraie du Claud.

### ZNIEFF
Le territoire de la ZNIEFF « Hêtraie du Claud » est entièrement inclus dans celui de la ZNIEFF de type II « Secteur forestier de Borrèze » ; dans cette dernière, trois espèces de ptéridophytes et 86 espèces de phanérogames ont été recensées, dont deux sont considérées comme déterminantes.
Seule la petite partie de la ZNIEFF « Hêtraie du Claud » — entre les lieux-dits le Bois du Lac et les Marthres — est comprise dans le territoire de la ZNIEFF de type I « Coteaux calcaires du secteur de Borrèze ».